# Ranunculus asiaticus
O Ranunculus asiaticus L. é uma espécie de planta com flor pertencente à família Ranunculaceae. É nativa da região do Mediterrâneo oriental, sudoeste da Ásia, sudeste da Europa (Creta, Cárpatos e Rodes) e nordeste da África. Vários híbridos e cultivares de Ranúnculos asiáticos são amplamente cultivados em regiões temperadas.

## Portugal
Não cresce espontaneamente no território português.
Vários híbridos e cultivares, conhecidos como "Ranúnculos de jardim" são vendidos e usados em jardinagem.

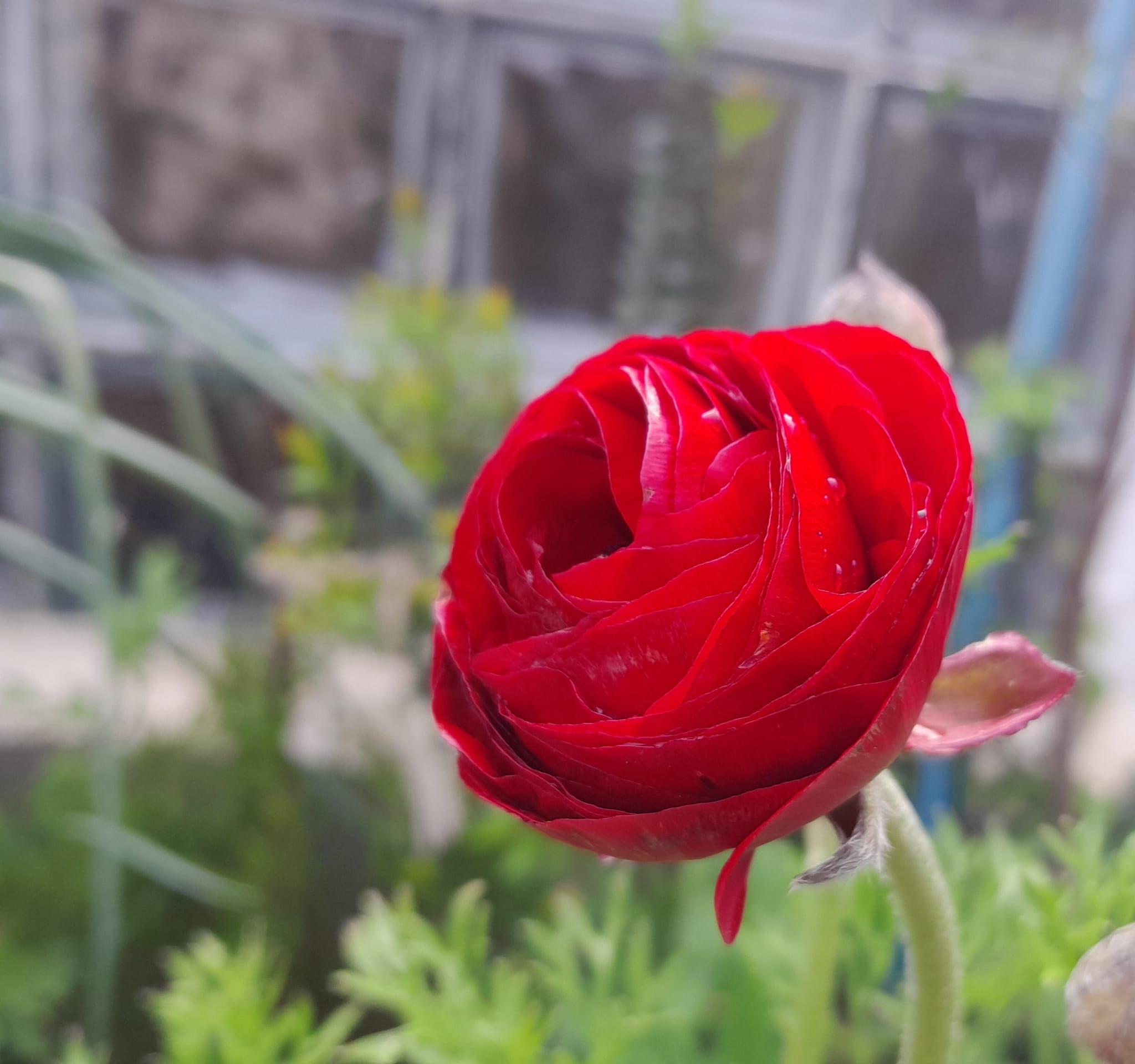
Ranúnculo de jardim.